# Lancelot Andrewes
Lancelot Andrewes (Barking, 16 luglio 1555 – Southwark, 25 settembre 1626) è stato un teologo inglese.

## Biografia
Canonico e decano dal 1601 di Westminster, fu vescovo di Chichester dal 1605 al 1608, vescovo di Ely dal 1609 al 1619 e vescovo di Winchester dal 1619. Fu assiduo difensore del re Giacomo I e predicò contro Roberto Bellarmino.